# Neurona sense pics

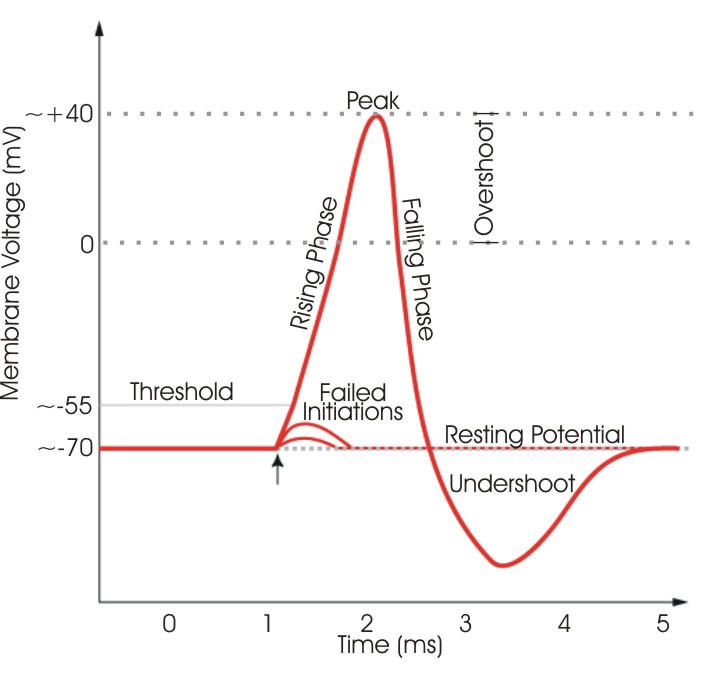
Comportament d'espiga característic de la neurona

Les neurones sense pics són neurones que es troben als sistemes nerviós central i perifèric i funcionen com a relés intermediaris per a les neurones sensoriomotores. No presenten el comportament d'espiga característic de les neurones generadores de potencial d'acció.
Les xarxes neuronals sense picar s'integren amb les xarxes neuronals amb espiga per tenir un efecte sinèrgic per poder estimular alguna resposta sensorial o motora alhora que poden modular la resposta.
| Qualitats    | Neurones amb espiga  | Neurones que no creixen           |
| ------------ | -------------------- | --------------------------------- |
| Ubicació     | Central i perifèrica | Central i perifèrica              |
| Comportament | Potencial d'acció    | Menys proteïnes del canal de sodi |

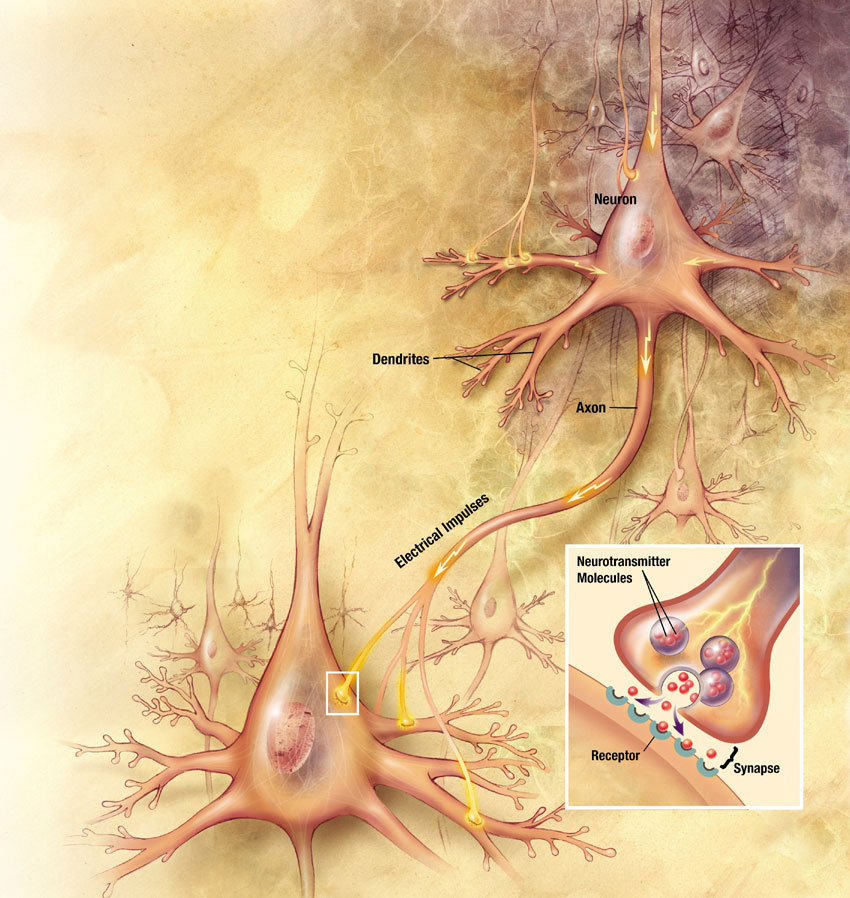
Sinapsi neuronal

Hi ha una gran quantitat de neurones que propaguen senyals mitjançant potencials d'acció i la mecànica d'aquest tipus particular de transmissió s'entén bé
Les neurones de punta exhibeixen potencials d'acció com a resultat d'una característica neuronal coneguda com a potencial de membrana. Mitjançant l'estudi d'aquestes complexes xarxes d'espigament en animals, es va descobrir una neurona que no presentava un comportament d'encreuament característic.

## Fisiologia

### Definició
Una neurona no espantada és una neurona que transmet un senyal mitjançant un potencial graduat. La velocitat d'alliberament posterior del neurotransmissor es correlaciona linealment amb la magnitud i el signe de les entrades sumades que els permet preservar les característiques específiques de l'estímul que provoca, com ara la informació quanta de llum per part dels fotoreceptors. Són un component fonamental del processament visual a la retina. Poden ser més susceptibles al soroll. Els estudis mostren que aquestes neurones poden oferir una contribució a l'aprenentatge i la modulació de les xarxes de motoneurones.

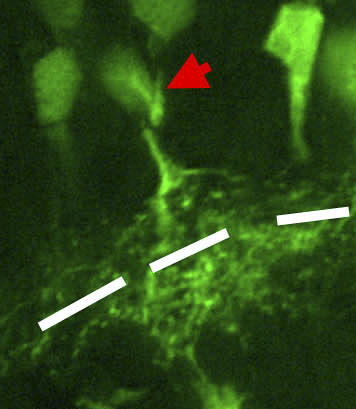
Una cèl·lula amacrina de la retina

### Identificació
"Interneurones" és un nom que s'utilitza per indicar neurones que no són ni neurones sensorials ni de naturalesa motora, sinó que funcionen com un estat de processament i transmissió intermediari de senyals que s'han rebut a través de cèl·lules dels ganglis de l'arrel dorsal. Una gran quantitat d'aquestes interneurones sembla que presenten la característica de no espigar. Per definir millor la transmissió i la transducció del senyal de la neurona que no s'esperen, s'han realitzat molts experiments per qualificar i quantificar la fidelitat, la velocitat i la mecànica de la transmissió del senyal en les neurones que no s'estan. Hi ha hagut classificacions basades en el grup més gran d'"interneurones" on les neurones premotores no picants es coneixen com a interneurones postlaterals (PL) o anteriolaterals (AL), amb les interneurones AL dividides en tres tipus d'interneurones basades en la tinció. La diferenciació inicial entre les interneurones PL i AL són les seves respostes a GABA, un neurotransmissor per al to muscular. També tenen diferents respostes de tinció que permeten una classificació ràpida i qualificada.